# Olyra latifolia
Olyra latifolia là một loài thực vật có hoa trong họ Hòa thảo. Loài này được L. mô tả khoa học đầu tiên năm 1759.